# Runavíks kommun
Runavíks kommun (färöiska: Runavíkar kommuna) är en kommun på Färöarna, belägen på ön Eysturoy. Kommunen omfattar, förutom centralorten Runavík, även orterna Rituvík, Æðuvík, Saltangará, Glyvrar, Lamba, Lambareiði, Søldarfjørður, Skipanes, Skálabotnur, Skála, Oyndarfjørður, Funningur, Funningsfjørður och Elduvík. Kommunen hade 3 877 invånare 2015.
Sedan kommunreformen 2005 ingår den tidigare Elduvíks kommun i Runavíks kommun, och sedan 2009 ingår även Funningurs kommun i kommunen.

## Befolkningsutveckling
| Befolkningsutvecklingen i Runavíks kommun 1985–2015 | Befolkningsutvecklingen i Runavíks kommun 1985–2015 | Befolkningsutvecklingen i Runavíks kommun 1985–2015 | Befolkningsutvecklingen i Runavíks kommun 1985–2015 | Befolkningsutvecklingen i Runavíks kommun 1985–2015 |
| --------------------------------------------------- | --------------------------------------------------- | --------------------------------------------------- | --------------------------------------------------- | --------------------------------------------------- |
|                                                     |                                                     |                                                     |                                                     |                                                     |
| År                                                  |                                                     |                                                     | Folkmängd                                           |                                                     |
| 1985                                                | 1985                                                |                                                     | 3 523                                               |                                                     |
| 1990                                                | 1990                                                |                                                     | 3 618                                               |                                                     |
| 1995                                                | 1995                                                |                                                     | 3 233                                               |                                                     |
| 2000                                                | 2000                                                |                                                     | 3 452                                               |                                                     |
| 2005                                                | 2005                                                |                                                     | 3 727                                               |                                                     |
| 2010                                                | 2010                                                |                                                     | 3 782                                               |                                                     |
| 2015                                                | 2015                                                |                                                     | 3 877                                               |                                                     |
|                                                     |                                                     |                                                     |                                                     |                                                     |